# Mosteiro de Santa Maria de Armenteira

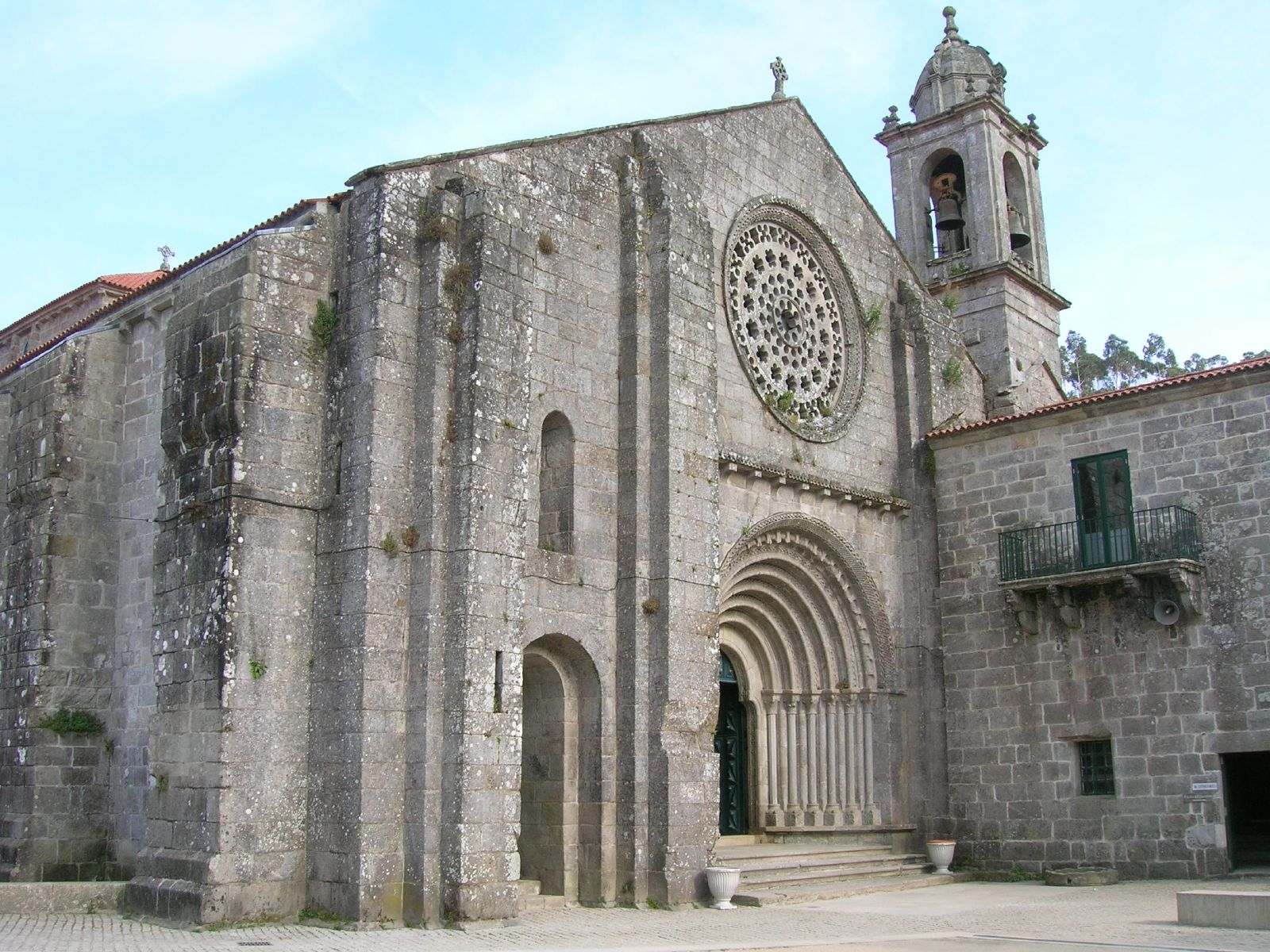
Fachada da igreja

O mosteiro de Santa Maria da Armenteira é um mosteiro românico de transição, ou protogótico, que pertenceu desde a segunda metade do século XII à Ordem de Cister. Deste modo o seu estilo arquitetónico responde aos preceitos do Plano Bernardino baseado na austeridade formal e rigor funcional. 
A lenda conta que foi fundado por Santo Ero.
Fica na paróquia de Santa María da Armenteira, no concelho de Meis, província de Pontevedra.